# Rocket Power
Rocket Power was een Amerikaanse tekenfilmserie, geproduceerd en uitgezonden van 1999 tot 2004 door Nickelodeon. De serie loopt in Nederland sinds 2001 en in België sinds september 2003. De Nederlandse nasynchronisatie werd verzorgd door Creative Sounds BV.
De serie gaat over Otto Rocket en zijn zus Reggie Rocket, die samen met hun vrienden Maurice Rodriquez (Twister) en Sam Dullard (The Squid) wonen in een stad aan de kust, "Zeekust" genaamd. Deze vier vrienden houden zich bezig met verschillende sporten.

## Personages

### Hoofdpersonages
Otto, Reggie, Maurice en Sam wonen alle vier in Zeekust, in dezelfde straat. Ze houden ook alle vier van skaten, hockey, ijshockey, skateboarden, biken, snowboarden, skimboarden, (body)surfen, enz.
- Otto (Oswald) Rocket:

Bijnaam: Rocket Boy (Bijnaam KRO: Raketje)
Otto is 10 (in 1 aflevering wordt hij 11) jaar en houdt van (bijna) alle sporten. Slechts één ding is voor hem belangrijk, namelijk winnen. Hij denkt dan ook alleen maar aan zichzelf, maar maakt dat dan ook meestal weer goed. Als Otto iets speciaals gaat doen noemt hij dat "Ottomatisch".
- Maurice Rodriguez: (Bij de KRO: Wouter)

Bijnaam: Twister (toen Sam nog niet in Zeekust woonde noemden Otto en Reggie hem Squid)
Hoewel hij Maurice heet wordt hij (bijna) altijd Twister genoemd. Hij is niet bepaald de slimste van de groep. Hij draagt altijd zijn lievelingspet. Twister is ongeveer even goed als Reggie in skaten en skateboarden. Hij is 10 jaar.
Otto is Twisters beste vriend. Hij is bijna altijd bezig met zijn camera. Zo filmt hij hoe zijn vrienden skaten, skateboarden en surfen. Twister filmt ook veel wedstrijden waar Otto aan meedoet.
- Reggie (Regina) Rocket: (Bij de KRO: Esther)

Bijnaam: Rocket Girl, Regg
Hoewel Reggie ook van de bovenstaande sporten houdt, volleybalt ze ook erg graag. Ze werkt ook heel graag samen met Sam aan haar tijdschrift Reggie's Zine. Reggie is de braafste en het meest volwassen van de vier vrienden. Ze moet in sommige gevallen Otto en Twister dan ook uit de nood helpen. Reggie is in de eerste afleveringen 12 jaar, maar in een recentere aflevering viert ze haar 13e verjaardag.
- Sam Dullard: (Bij de KRO: Sjim)

Bijnaam: Squid, Sammy, Sam de muur Dullard
Sammy is de slimste van de vier vrienden. Hij is even oud als Otto en Twister. Maar een jaar jonger dan Reggie, maar zit toch in dezelfde klas als zij omdat hij zo slim is. Hij gaat uiteraard graag naar school. Sam houdt zich graag bezig met computers en alles wat daarmee te maken heeft. Otto en Twister noemen hem dan ook een nerd. Vandaar dat Sammy een 'N' op zijn T-shirt heeft staan. Sammy helpt Reggie ook met haar Zine. Sam gaat graag mee met de anderen skaten, skateboarden, surfen, biken en snowboarden, alhoewel hij dat niet goed kan. Daarom wordt hij vaak 'Squid' genoemd. Sam is echter wel heel goed in hockey en ijshockey. Dit komt door zijn snelle reactievermogen, dat hij hoogstwaarschijnlijk heeft aangeleerd door de vele videospelletjes die hij speelt. In het Rocket-hockeyteam (ook wel de Rockets genoemd), is hij de keeper, naast veldspelers Otto, Reggie en Twister. Sammy wordt ook weleens Sam 'de muur' Dullard genoemd omdat hij zo goed kan keepen. Sam kwam het laatste bij de groep, omdat hij later in Zeekust kwam wonen dan de anderen. Sam woonde hiervoor in Hutchinson in Kansas. Een opvallend kenmerk van Sammy is dat hij graag, en veel, eet.
- Ray Rocket:

Bijnaam: Raymundo
Ray is de vader van Otto en Reggie. Ray heeft samen met Tito een restaurant, 'De Kustkeet'. Ook heeft Ray een skatewinkel. Rays vrouw (de moeder van Otto en Reggie) is overleden; hierover zeggen ze echter niet veel in de tekenfilm. In een van de films wordt er wel over haar gepraat en waarschijnlijk heette ze Daniëlle. Vroeger kon Ray, net als Tito, goed skateboarden (maar die tijden zijn volgens hem voorbij). Ray en Tito waren toen bekend onder de naam "The Dynamite Disco Brothers", en waren redelijk bekend. Ray en Tito gebruikten toen een speciaal skateboard, namelijk de "Atlas Groovy Tune Land Cruiser". Dit skateboard heeft Otto eens in een vuilnisbak gevonden, en hij heeft het later aan Sam gegeven.
Ray kan, net als Tito, zeer goed surfen.
- Tito Makani:

Bijnaam: Delayhla
Hij is een goede vriend van Ray. Tito komt van Hawaï, maar is later naar Zeekust verhuisd waar hij, samen met Ray, 'De Kustkeet' openhoudt. Tito kan goed surfen, en heeft Sam leren surfen. Hij heeft Sam toen ook zijn surfplank gegeven, waarop Tito vroeger zelf heeft leren surfen. Samen met Ray vormde hij een twintigtal jaar geleden de "Dynamite Disco Brothers". Tito is nu vooral bekend als de man die elke situatie, hoe problematisch ook, weet te relativeren; vaak doet hij dit met behulp van een gezegde of wijsheid, wat volgens Tito, door de oude Hawaïanen werd gebezigd.
- Lars Rodriguez: (Bij de KRO: Daan)

Lars is de broer van Twister. Twister haat hem omdat Lars hem altijd pest. Ook Sam, Otto en Reggie vinden hem niet leuk. Lars heeft maar 3 vrienden, namelijk Pi, Beest en Sputs. Lars houdt van vechten en van dingen vernielen.

### Achtergrondpersonages
- Conroy:

Conroy is de eigenaar van het skatepark 'Mad Town'. In dit skatepark komen de vier vrienden veel skaten en skateboarden. Verder is Conroy ook nog de schoolleraar van Twister en Otto.
- Assistent luitenant Ties:

Ties (soms ook Ryan genoemd) is de strandwachter. Hij is een oud-commandant. Het is een stipt, regellevend, maar toch behulpzaam persoon.
- Merv en Violet Stampleton:

Bijnaam: De Mervinator, meneer stampleton, mevrouw stampleton
Merv en Violet zijn de buren van de vier vrienden. Merv is niet echt goed gezind, en doet soms nogal vreemd. Otto en Twister noemen hem dan ook weleens De Mervinator. Mevrouw Violet is echter meestal wél vriendelijk. Het enige waar onze vrienden zich in interesseren van deze buren is het Zwemparadijs, een luxezwembad van Merv en Violet.
- Trish en Cherry:

Trish en Cherry zijn, samen met Reggie, de beste vriendinnen. Trish en Cherry houden zich het liefst bezig met surfen en volleybal.
- Eddie Valentijn:

Bijnaam: Prins van de Onderwereld
Opvallend is dat hij altijd een masker draagt. Eddie houdt het meest van skateboarden. Zijn vader heeft een goochelwinkel.
- Olivier van Rossum:

Olivier is niet bevriend met Reggie, Twister en Otto, want zij vinden hem een nerd. Olivier en Sam kunnen het echter wél goed vinden met elkaar, maar echte vrienden zijn ze niet. Olivier is nog nerdachtiger dan Sam. Hij is niet veel in de serie te zien, omdat hij altijd met computers bezig is. Opvallend aan Olivier is dat hij in een paar afleveringen de zin En daarna ga ik solo zegt.
- Pi Piston:

Pi is een meeloper van Lars. Hij is altijd samen met Lars en Sputs. Hij houdt ook van vechten.
- Sputs Ringley:

Sputs is bevriend met Lars, Beest en Pi. Opvallend aan hem is dat hij zeer onduidelijk praat. Hij wordt dan ook soms "Murmelbek" genoemd.
- Beest Schwartz:

Beest is een vriend van Lars, Pi en Sputs. Hij is een paar keer blijven zitten, want hij zit bij Otto en Twister in de klas. Beest is de keeper van het Hockeyteam van Lars.
- Toga man

Hij is in enkele afleveringen op de achtergrond te zien. Hij heeft altijd een wit kleed aan, en daaronder enkel een rode boxershort. De Toga man is altijd op skates te zien. Opvallend aan hem is dat hij een Limburgs accent heeft. Zo zegt hij bijvoorbeeld regelmatig de zin: Wa's da nou voor zinloos gewèld?!
- Mackenzie:

Een klein, verwend meisje met rood haar en twee uitstekende staarten. Ze loopt iedereen te treiteren en heeft constant een grote mond, maar als een van de vier vrienden hierop reageert, begint ze keihard om haar moeder te schreeuwen.
- The Hawk:

Eigenaar van een geheim indoor skatepark midden in de stad. In één enkele aflevering is te zien hoe Otto, Reggie, Twister en Sam hier terechtkomen.

## Engelse stemmen
| Personage          | Ingesproken door       |
| ------------------ | ---------------------- |
| Otto Rocket        | Joseph Ashton          |
| Reggie Rocket      | Shayna Fox             |
| Twister            | Ulysses Cuadra         |
| Sam Dullard        | Gary LeRoi Gray        |
| Ray Rocket         | John Kassir            |
| Tito Makani        | Ray Bumatai            |
| Keoni Makani       | Matty Liu              |
| luitenant Ties     | Dale Dye               |
| Merv Stampleton    | Henry Gibson           |
| Trish              | Lauren Tom             |
| Olivier van Rossum | David Gallagher        |
| Lars Rodriguez     | Lombardo Boyar         |
| Mackenzie          | Rosslynn Taylor Jordan |

## Nederlandse stemmen
| Personage          | Ingesproken door |
| ------------------ | ---------------- |
| Otto Rocket        | Marlies Somers   |
| Reggie Rocket      | Rosanne Thesing  |
| Twister            | Anneke Beukman   |
| Sam Dullard        | Headhunterz      |
| Ray Rocket         | Jeroen Keers     |
| Tito Makani        | Finn Poncin      |
| Keoni Makani       | Pim Muda         |
| luitenant Ties     | Stan Limburg     |
| Merv Stampleton    | Jan Elbertse     |
| Trish              | Kirsten Fennis   |
| Olivier van Rossum | Philip ten Bosch |
| Lars Rodriguez     | Tygo Gernandt    |
| Mackenzie          | Marjolein Algera |

## Afleveringen & Films
Wegens het succes van de tekenfilmserie zijn er ook een aantal films van Rocket Power gemaakt. De bekendste hiervan zijn:
- De Race Door Nieuw-Zeeland
- Reggie's Big Break
- Het Eiland van de Menehune
- De Grote Dag

In totaal zijn er zo'n zeventig afleveringen gemaakt, waarvan in 1 aflevering (genaamd In Het Haviksnest) Tony Hawk voorkomt, de bekende skateboarder.
Lijst van afleveringen van Rocket Power

## Trivia
- Doordat sport en vriendschap centraal staan in de serie, en er geen geweld in voorkomt, sluit ze aan bij de Nickelodeon/Kindernetformule. Doordat een groep jonge skaters centraal staat, en door de kleding die de karakters in de serie dragen, is de tekenfilm enigszins representatief te noemen voor (een deel van) de jeugd- en jongerencultuur anno 2007.
- De tekeningen (ook wel graphics genoemd) zijn van dezelfde stijl als die van de tekenfilmserie As Told by Ginger, Aaaah! Real Monsters, Rugrats en All Grown Up!. Alle tekenfilms zijn dan ook door dezelfde mensen gemaakt.
- Eind jaren 90 werkte de Vlaming Erwin Van Pottelberge mee aan de tekenfilmreeks Rocket Power. Hij werkte deels mee het script uit tot storyboard.
- De stad waar Rocket Power zich afspeelt is afgeleid van Santa Monica (VS).

## StuntWheels
Vanaf september 2005 tot begin 2006 zaten er in de zakken chips van Lay's gratis Rocket Power Stunt Wheels. Deze waren bij velen populair, omdat rond die tijd de afleveringen en films veel bekeken werden. De Rocket Power Stunt Wheels zijn voor een klein deel gemaakt met het idee van de Beyblades die daarvoor in de chips van Lay's te vinden waren.